# Bahnstrecke Frederikshavn–Skagen
| Bahnhof Skagen mit Triebwagen NJ 505 |                                  |                                                 |                                                 |
| Skagensbanen |                                  |                                                 |                                                 |
| Kursbuchstrecke: | 78 (DSB)                         |                                                 |                                                 |
| Streckenlänge: | 39,7 km                          |                                                 |                                                 |
| Spurweite: | bis 1924: 1000 mm danach 1435 mm |                                                 |                                                 |
| Streckengeschwindigkeit: | 120 km/h                         |                                                 |                                                 |
| |                                  |                                                 |                                                 |
| \| \| 39,7 \| Skagen \| Skagen \| \| \| \| Bahnbetriebswerk \| \| \| \| \| \| \| \| \| \| Hafenbahn \| \| \| \| \| \| \| \| \| \| Frederikshavnsvej (ab 1992) \| \| \| \| \| Højen (Gl Skagen) (Bhf bis 1962, Hst bis 2005) \| \| \| \| \| Sandmilen (1916–1967) \| \| \| \| \| Hulsig \| \| \| \| \| Bunken \| \| \| \| \| Ålbæk \| \| \| \| \| geplante Bahnstrecke Hjørring–Aalbæk \| \| \| \| \| Napstjært \| \| \| \| \| Jerup \| \| \| \| \| Rimmen (1890–1936, ab 1944) \| \| \| \| \| (1890–1924, Schmalspur) \| \| \| \| \| Elling \| \| \| \| \| Strandby \| \| \| \| \| (1890–1924, Schmalspur) \| \| \| \| \| Apholmen (1996–2005) \| \| \| \| \| Bahnstrecke Frederikshavn–Aalborg von Hjørring \| \| \| \| 0,0 \| Frederikshavn \| Frederikshavn \| \| \| \| Bahnstrecke Fjerritslev–Frederikshavn nach Sæby \| \| |                                  |                                                 |                                                 |
| Kopfbahnhof Streckenanfang | 39,7                             | Skagen                                          | Skagen                                          |
| Betriebsstelle Streckenanfang (Strecke außer Betrieb) · Strecke |                                  | Bahnbetriebswerk                                | Bahnbetriebswerk                                |
| Strecke nach links (außer Betrieb) · Abzweig geradeaus und ehemals von rechts |                                  |                                                 |                                                 |
| Abzweig geradeaus und ehemals von links · Abzweig geradeaus und von rechts (Strecke außer Betrieb) |                                  | Hafenbahn                                       | Hafenbahn                                       |
| Strecke |                                  |                                                 |                                                 |
| Haltepunkt / Haltestelle |                                  | Frederikshavnsvej (ab 1992)                     | Frederikshavnsvej (ab 1992)                     |
| ehemaliger Bahnhof |                                  | Højen (Gl Skagen) (Bhf bis 1962, Hst bis 2005)  | Højen (Gl Skagen) (Bhf bis 1962, Hst bis 2005)  |
| ehemaliger Haltepunkt / Haltestelle |                                  | Sandmilen (1916–1967)                           | Sandmilen (1916–1967)                           |
| Bahnhof |                                  | Hulsig                                          | Hulsig                                          |
| Haltepunkt / Haltestelle |                                  | Bunken                                          | Bunken                                          |
| Bahnhof |                                  | Ålbæk                                           | Ålbæk                                           |
| Abzweig geradeaus und ehemals nach rechts |                                  | geplante Bahnstrecke Hjørring–Aalbæk            | geplante Bahnstrecke Hjørring–Aalbæk            |
| Haltepunkt / Haltestelle |                                  | Napstjært                                       | Napstjært                                       |
| Bahnhof |                                  | Jerup                                           | Jerup                                           |
| Haltepunkt / Haltestelle |                                  | Rimmen (1890–1936, ab 1944)                     | Rimmen (1890–1936, ab 1944)                     |
| Strecke von links (außer Betrieb) · Abzweig geradeaus und ehemals nach rechts |                                  | (1890–1924, Schmalspur)                         | (1890–1924, Schmalspur)                         |
| Bahnhof (Strecke außer Betrieb) · Strecke |                                  | Elling                                          | Elling                                          |
| Strecke (außer Betrieb) · Bahnhof |                                  | Strandby                                        | Strandby                                        |
| Strecke nach links (außer Betrieb) · Abzweig geradeaus und ehemals von rechts |                                  | (1890–1924, Schmalspur)                         | (1890–1924, Schmalspur)                         |
| ehemaliger Haltepunkt / Haltestelle |                                  | Apholmen (1996–2005)                            | Apholmen (1996–2005)                            |
| Abzweig geradeaus und von rechts |                                  | Bahnstrecke Frederikshavn–Aalborg von Hjørring  | Bahnstrecke Frederikshavn–Aalborg von Hjørring  |
| Kopfbahnhof Strecke ab hier außer Betrieb | 0,0                              | Frederikshavn                                   | Frederikshavn                                   |
| Strecke (außer Betrieb) |                                  | Bahnstrecke Fjerritslev–Frederikshavn nach Sæby | Bahnstrecke Fjerritslev–Frederikshavn nach Sæby |

Die Bahnstrecke Frederikshavn–Skagen (Skagensbanen = „die Skagen-Bahn“) ist eine normalspurige Bahnstrecke zwischen Skagen und Frederikshavn und die nördlichste Eisenbahnstrecke Dänemarks. Die Strecke hat eine Gesamtlänge von 39,7 km. Seit 2001 ist die Bahnstrecke Teil der Nordjyske Jernbaner, die den Regionalverkehr nördlich von Ålborg betreibt.

## Geschichte

### Frederikshavn–Skagen Jernbane (FSJ)

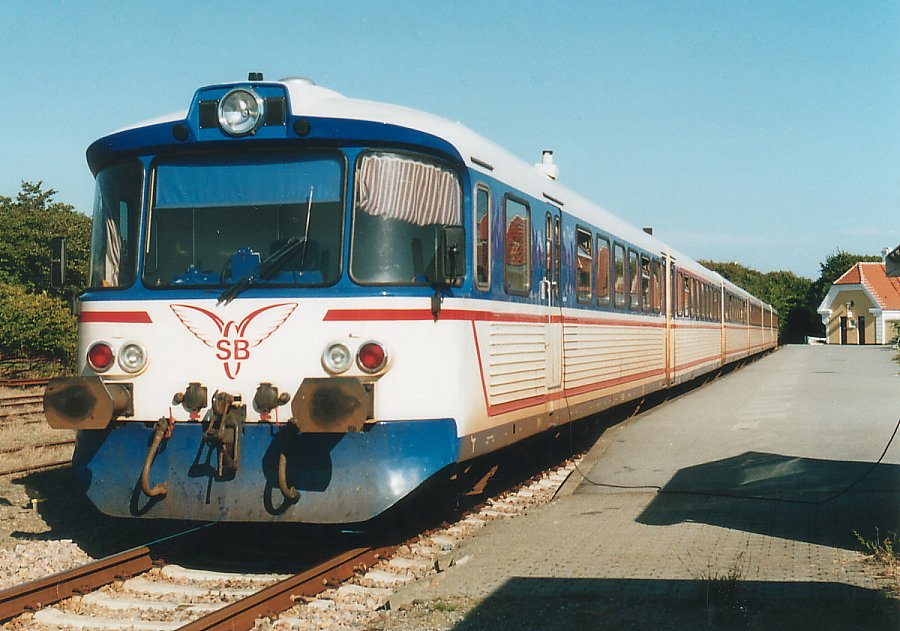
Triebwagen der SB in Skagen

Die Strecke wurde in der Zeit vom 26. Juli 1889 bis zum 24. Juli 1890 als Schmalspurbahn mit der Spurweite 1000 mm und einer Höchstgeschwindigkeit vom 30 km/h von der privaten dänischen Eisenbahngesellschaft  Frederikshavn–Skagen Jernbane (FSJ) erbaut.

### Skagensbanen
1924 wurde die Strecke auf Normalspur umgebaut und am 6. Juni desselben Jahres wieder in Betrieb genommen. Dabei erfolgte am 29. März 1924 die Umbenennung der Gesellschaft in Skagensbanen A/S (SB).
Die Auflösung der Gesellschaft Skagensbanen A/S erfolgte durch die Fusion am 11. September 2001.

### Nordjyske Jernbaner
Am 11. September 2001 erfolgte ein Zusammenschluss der A/S Hjørring Privatbaner, welche zu dieser Zeit nur noch die Bahnstrecke Hjørring–Hirtshals betrieb, und der Skagensbanen A/S, welche die Skagensbane betrieb, zur Nordjyske Jernbaner A/S.
2002–2003 wurde die Anzahl der Bahnübergänge von 120 auf etwa 40 reduziert. Das Gleis wurde mit Langschienen von 60 kg/m und Betonschwellen erneuert. Die Geschwindigkeit konnte damit von Frederikshavnsvej (Skagen West) bis Hulsig auf 120 km/h, auf der übrigen Strecke auf 100 km/h erhöht werden. 2005 erfolgte die Schließung der Haltepunkte Højen, Napstjært und Apholmen. Jedoch wurde Napstjært wegen Protesten der Anwohner im folgenden Jahr in einer südlicheren Lage wieder eröffnet.
Der Verkehr wird mit Siemens Desiro Classic betrieben. Die Reisezeit beträgt 37–40 Minuten. Die Züge fahren Montag bis Freitag in Halbstundentakt, Wochenends in Stundentakt, und werden nach Fahrtrichtungswechsel in Frederikshavn bis Ålborg/Hjørring durchgebunden.
In einigen Sommerperioden bis 2013 gab es IC3-Direktverbindungen zwischen Skagen und Kopenhagen.

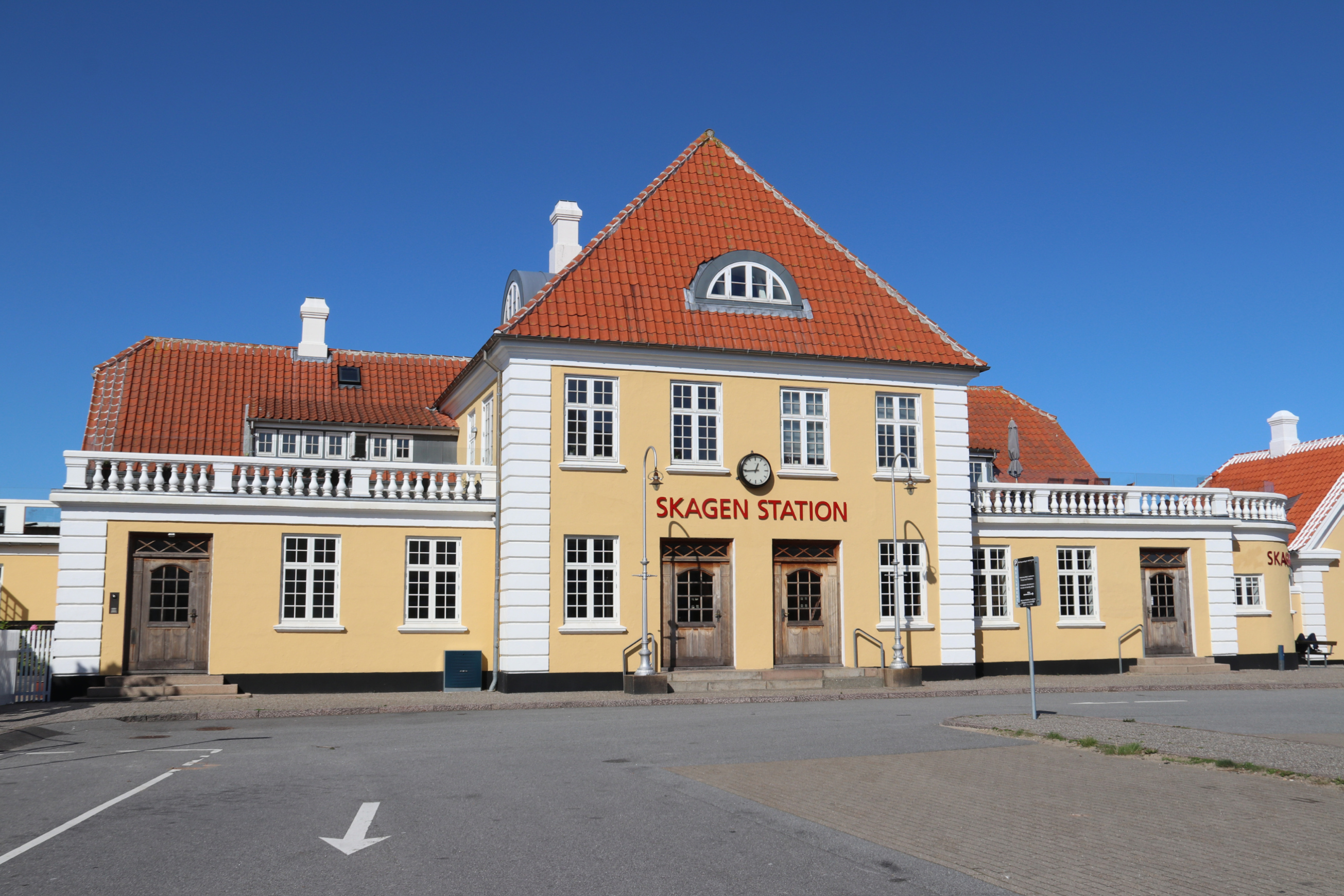
Bahnhof Skagen, Straßenseite (2019)

Am 6. August 2017 wurde der Region Nordjylland die Verantwortung für den Nahverkehr vom Staat übertragen. Dadurch übernahmen Nordjyske Jernbaner den Regionalzugbetrieb auf der gesamten Strecke Frederikshavn–Aalborg und weiter über die Aalborg Nærbane bis Skørping von den Danske Statsbaner (DSB). Dazu wurden weitere 13 neue Alstom LINT 41-Züge beschafft, die mit den Desiro-Zügen die Relation Skagen–Skørping und Hirtshals–Hjørring bedienen.
Am Freitag, dem 5. Oktober 2018, fuhr der letzte Personenzug auf dem Streckenabschnitt zwischen Frederikshavn und Lindholm (Bahnhofsausfahrt Nord) mit Streckensignalen. Danach fanden Testfahrten statt, bis am 21. Oktober der Betrieb mit ETCS aufgenommen wurde. Seither können Fahrzeuge der DSB nur noch bis Lindholm verkehren. Die IC-Züge der DSB enden in Aalborg. Güterzüge können bis hierher mit der Baureihe MZ mit 90 km/h verkehren.
Die örtlichen Bedienungseinrichtungen (Kmp = Kommandoposten) in Hjørring und Frederikshavn wurden geschlossen. Die Fernsteuerung des Bahnhofs Lindholm erfolgt von der Fernsteuerungszentrale Aalborg (FC = Fjernstyringscentral). Von der FC Hjørring erfolgt die Fernsteuerung der Hirtshals- und Skagensbane.

## Hafenbahn Skagen

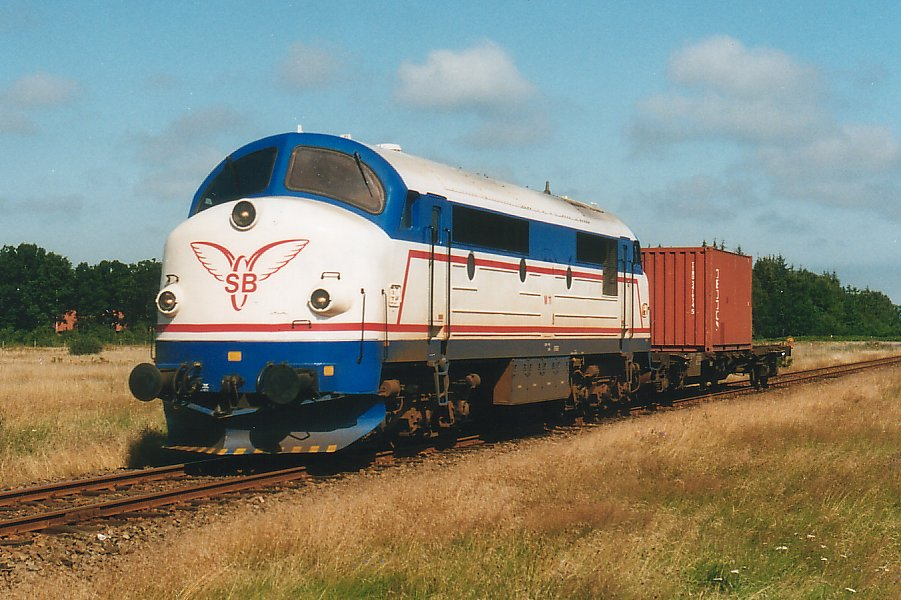
Der Güterverkehr ist eingestellt

Im Rahmen des Umbaus auf Normalspur wurde das Hafengleis ab dem Bahnhof Skagen erneuert. Dieses beginnt am südöstlichen Ende des Bahnhofes und führte zu einem Holzhandel (inzwischen stillgelegt und abgebaut) sowie zum Gaswerk, das eigene Güterwagen besaß (stillgelegt). Bereits 1916 wurde am Hafen ein Fischereipackhaus im gleichen Baustil wie die vom Architekten Ulrik Plesner gezeichneten Bahnhofsgebäude errichtet. Im Süden endet die Hafenbahn am Fischerdenkmal. Im Norden endet die Hafenbahn seit 1938 an der Fischauktionshalle, ein inzwischen stillgelegtes Nebengleis führte zum Kai.
Die Hafenbahn besaß westlich des Bahnhofsgebäudes in Skagen eine Ladefläche und 3 Aufstellgleise für den Güterverkehr. Der Güterverkehr stagnierte in den 1980er Jahren, erlebte jedoch Anfang der 1990er Jahre einen großen Aufschwung, als die Fischfabrik begann, Containerzüge mit Fischmehl, Fischöl und gefrorenem Fisch über die Hafenbahn zu befördern. 400 m Hafengleise wurden neu gebaut, darunter zwei Umlaufgleise.
2004 wurden die Gleise instand gesetzt sowie die Weichen erneuert. In der jährlichen Übersicht von Banedanmark „Åbne strækninger for godstrafik“ (offene Strecken für den Güterverkehr) für 2015 ist die Hafenbahn als betriebsbereit aufgeführt, 2016 fehlt diese. Der letzte Güterzug auf der Strecke fuhr am 26. Juni 2018.